# Роттенберг, Дориан Исаакович
Дориан Исаакович Роттенберг (3 апреля 1925, Москва) — советский переводчик русской литературы на английский язык.
В 1929—1934 гг. жил в Великобритании. В 1943—1945 гг. участник Великой Отечественной войны. Окончил Московский государственный педагогический институт в 1950 году, публиковался как переводчик с 1953 года. Член Союза писателей СССР (c 1978 года) и Союза писателей России.
В переводах Роттенберга московскими издательствами были опубликованы сказки М. Е. Салтыкова-Щедрина, избранные произведения Расула Гамзатова, сборники детских стихотворений Корнея Чуковского, Самуила Маршака, Сергея Михалкова, отдельные стихотворения Александра Твардовского, Николая Тихонова и многих других поэтов, а также ряд других книг (в частности, «Моя профессия» Сергея Образцова). Особенно высокую оценку специалистов получила работа Роттенберга над переводами Владимира Маяковского — в частности, его поэмы «Ленин» (так, Дейл Питерсон отмечал, что «живая английская передача акцентного стиха и неточных рифм заслуживает особой похвалы»). Роттенберг также выступил как составитель антологии «Пятьдесят советских поэтов» (англ. Fifty Soviet Poets; 1969, ряд переизданий, совместно с Владимиром Огнёвым) — по впечатлениям западного читателя, собрания «безопасных» стихотворений, заметного отсутствием в составе Осипа Мандельштама.
Изредка выступал также как переводчик поэзии на русский язык (в частности, перевёл с армянского ряд стихотворений Маро Маргарян).
По воспоминаниям Т. Леоновой, Дориан Роттенберг участвовал в попытках облегчить судьбу Варлама Шаламова, помещённого перед смертью в психоневрологическую клинику.

## Переводы
- K. Chukovsky. Doctor Powderpill M., 1978
- Marshak S. The rainbow books. M., 1979
- Sergei Mikhalkov a choice for children М., 1988